# Maurizio Ciaramitaro
Maurizio Ciaramitaro (* 16. Januar 1982 in Palermo) ist ein italienischer ehemaliger Fußballspieler.

## Karriere
Ciaramitaro kam aus der Jugend des US Palermo und wurde 2000 in den Profikader aufgenommen, 2001 wurde er an US Avellino ausgeliehen. Nach seiner Rückkehr wurde er 2002 an AS Livorno verkauft und bestritt hier 43 Spiele, 2004 wechselte er zum AC Cesena. Nach guten Leistungen in Cesena wurde er 2006 erneut vom US Palermo verpflichtet, anschließend viermal verliehen. 2011 wechselte er zum FC Modena, 2013 zu Trapani Calcio. 2017 beendete er seine Laufbahn.